# Reinhard Kullrich

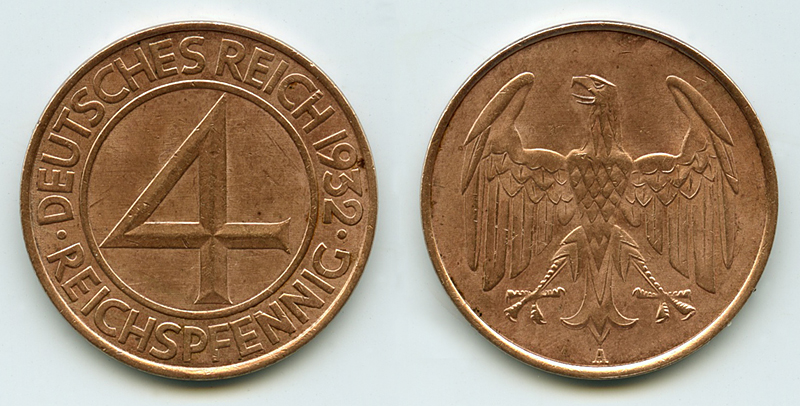
4 Reichspfennig (1932)

Adolf Moritz Wilhelm Reinhard Kullrich (* 23. Februar 1869 in Berlin; † 1947) war ein deutscher Medailleur an der Münzstätte Berlin.
Reinhard Kullrich war Sohn des Medailleurs und Münzstempelschneiders Friedrich Wilhelm Kullrich (1821–1887).
Unter anderem schuf Reinhard Kullrich zusammen mit Louis Oppenheim das 50 Pfennig Stück von 1919 bis 1922, zusammen mit Professor Josef Wackerle aus München das 3 Mark Stück 1922, den 1 und 2 Rentenpfennig 1923, das Danziger 2 Gulden Stück 1923 zusammen mit Professor Dr. Fischer. Weiter folgten das 1 Mark Stück 1924 wieder zusammen mit Professor Josef Wackerle, die 1-Reichspfennig-Münze (1924–1936) und 1932 die 4-Pfennig-Münze („Brüning-Taler“).